# Klein vogelpootje
Het klein vogelpootje (Ornithopus perpusillus) is een eenjarige plant, die kan overwinteren. De soort behoort tot de vlinderbloemenfamilie (Leguminosae).
De plant wordt 5-30 cm hoog en heeft onevengeveerde bladeren. Het blad bestaat uit zeven tot twaalf paar 2-7 mm lange, elliptische tot langwerpige deelblaadjes. De stengels zijn vaak liggend tot opstijgend. De steel van de bloeiwijze is ongeveer even lang als het blad. De plant vormt wortelknolletjes.
Het klein vogelpootje bloeit van mei tot juli met witachtige, purper geaderde bloemen en die een geelachtige kiel hebben. De bloemen zijn 3-5 mm groot. Het schutblad van de bloeiwijze is langer dan de bloemen. De kelkbuis is drie tot vier keer zo lang als de kelktanden.
De vrucht is een peul, die meestal iets gebogen is en bij rijpheid in delen uiteen valt.
De plant komt voor op droge, kalkarme zandgrond.

## Plantengemeenschap
Het klein vogelpootje is een kensoort voor de vogelpootje-associatie (Ornithopodo-Corynephoretum).
het is tevens een indicatorsoort voor struisgrasvegetatie (ha) subtype Dwerghaververbond, een karteringseenheid in de Biologische Waarderingskaart (BWK) van Vlaanderen en het Brussels Hoofdstedelijk Gewest.

## Namen in andere talen
- Duits: Kleiner Vogelfuß, Krallenklee
- Engels: Bird's-foot, Little white bird's-foot, Wild serradella
- Frans: Pied-d'oiseau délicat

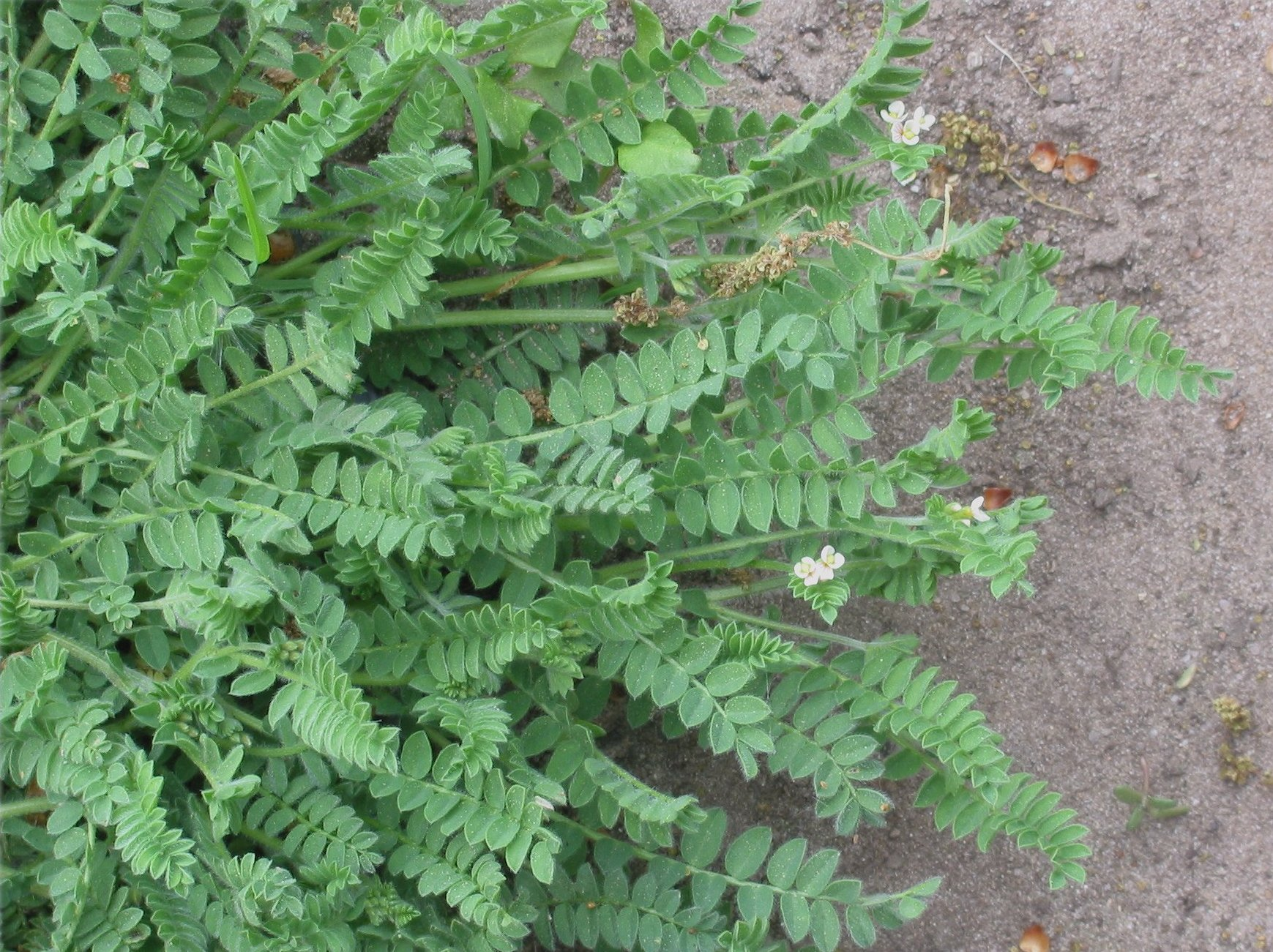
Bladeren
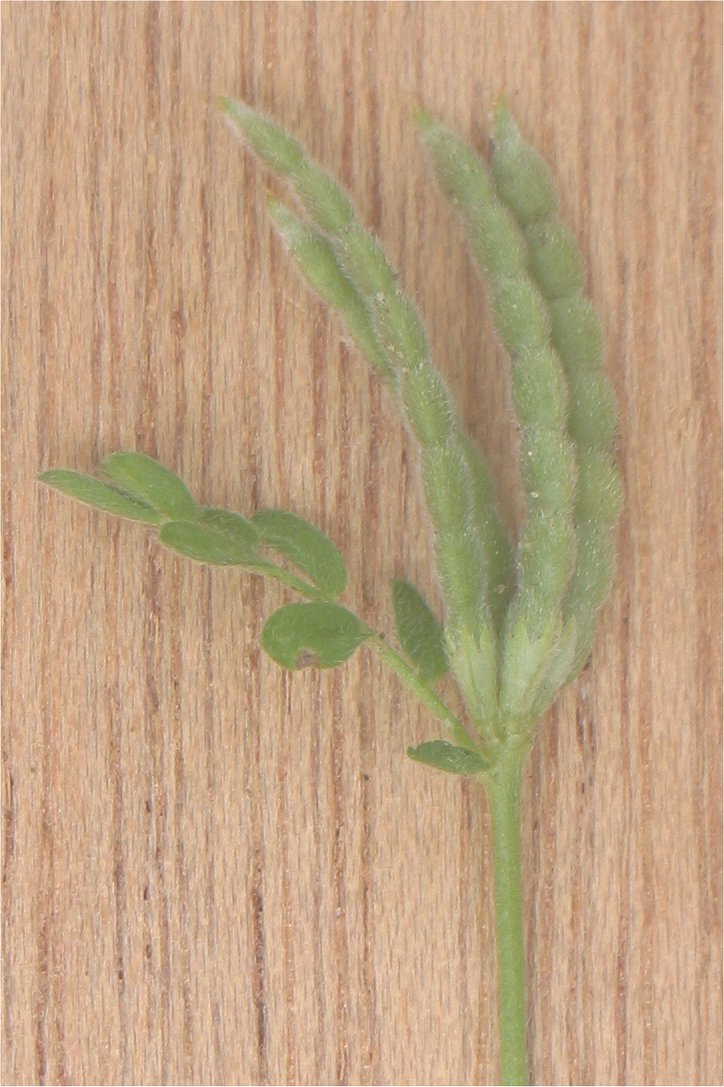
Peulen